# Полусинхронная орбита
Полусинхронная орбита — орбита суточной кратности с периодом обращения, равным половине сидерического периода обращения (звёздных суток) центрального тела. В случае с искусственным спутником Земли спутник на такой орбите совершает два витка вокруг Земли за одни звёздные сутки. Звёздные сутки для Земли составляют 23 часа 56 минут 4 секунды: соответственно, период обращения спутника на полусинхронной орбите составляет 11 часов 58 минут.

## Примеры

### Круговая
Такая круговая полусуточная орбита имеет высоту 20200 км, примерами спутников, которые находятся на этой орбите являются спутники GPS.

### Эллиптическая
Примером такой орбиты может служить высокая эллиптическая орбита спутников связи «Молния», где высота спутника над поверхностью Земли составляет от 500 км в перигее до 40000 км в апогее.